# Grandes hotéis ferroviários do Canadá

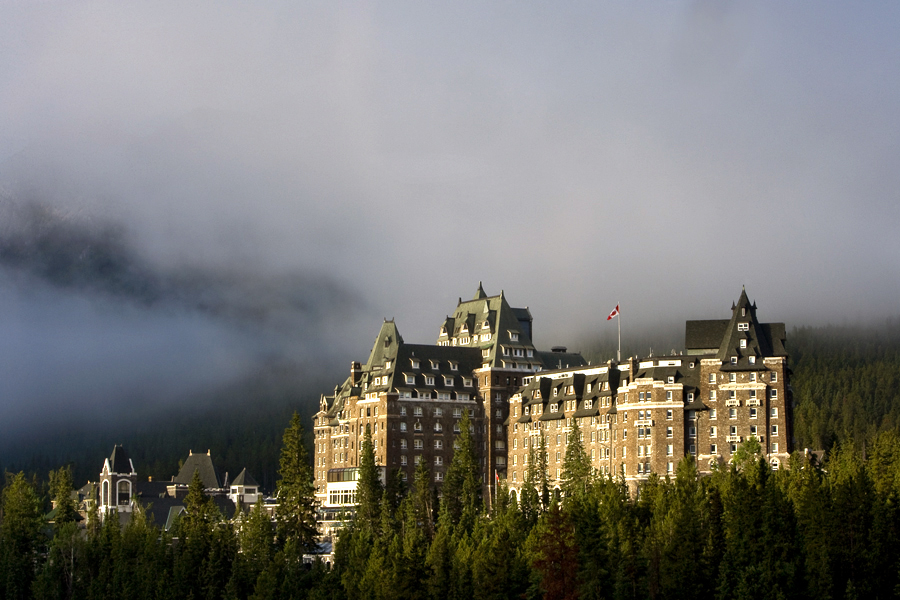
O Hotel Banff Springs é um dos vários grandes hotéis ferroviários construídos pelo país.

Os grandes hotéis ferroviários do Canadá são uma série de hotéis ferroviários espalhados pelo país, cada um deles um marco local e nacional, e a maioria dos quais são ícones da história e arquitetura canadense; alguns são considerados os grandes hotéis do Império Britânico. Cada hotel foi originalmente construído pelas companhias ferroviárias canadenses, ou as ferrovias atuaram como um catalisador para a construção do hotel. Os hotéis foram projetados para atender aos passageiros da rede ferroviária em expansão do país, e eles celebraram as viagens ferroviárias em grande estilo.

## Arquitetura

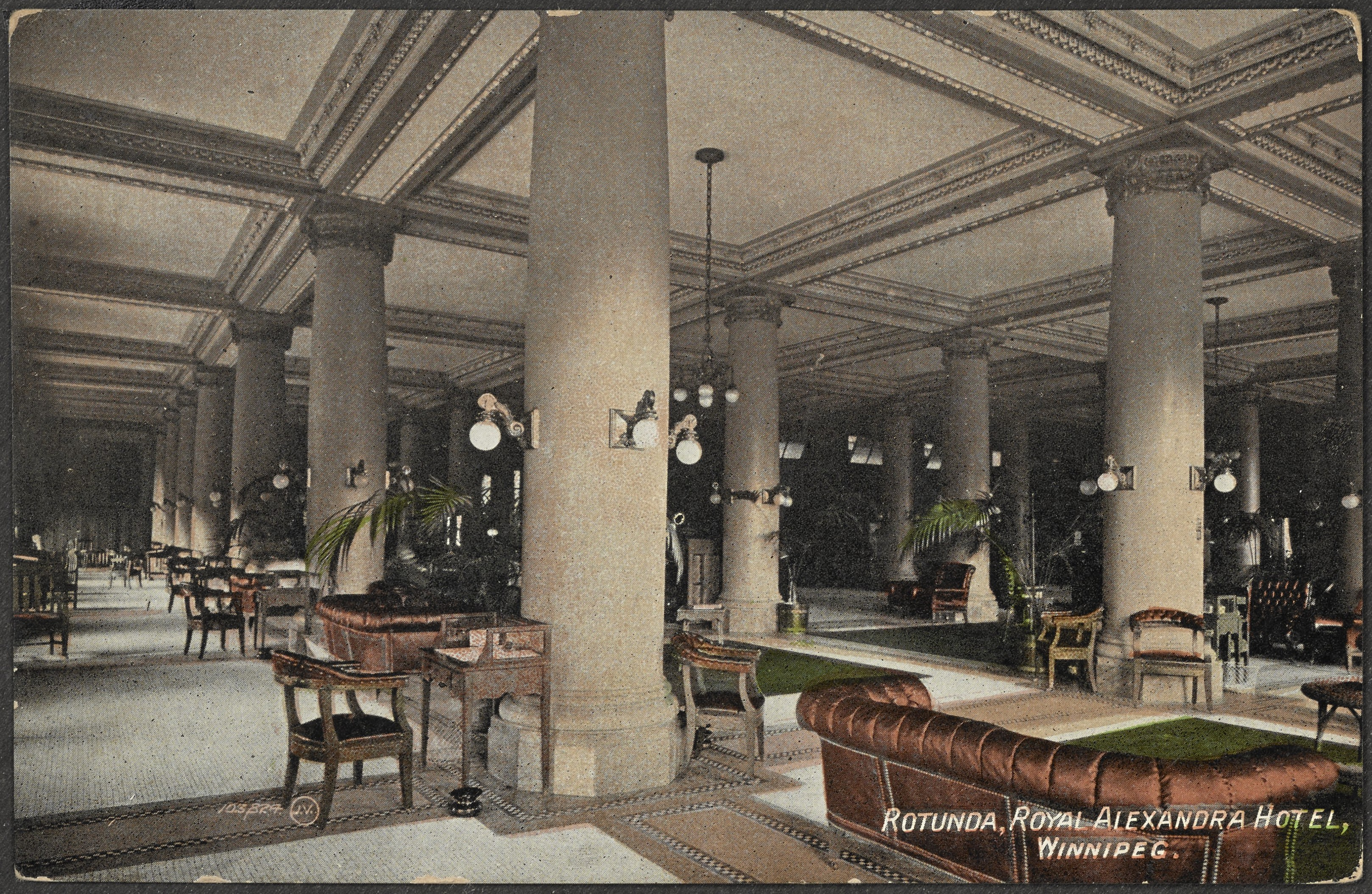
Vista interna da rotunda do Royal Alexandra Hotel em Winnipeg

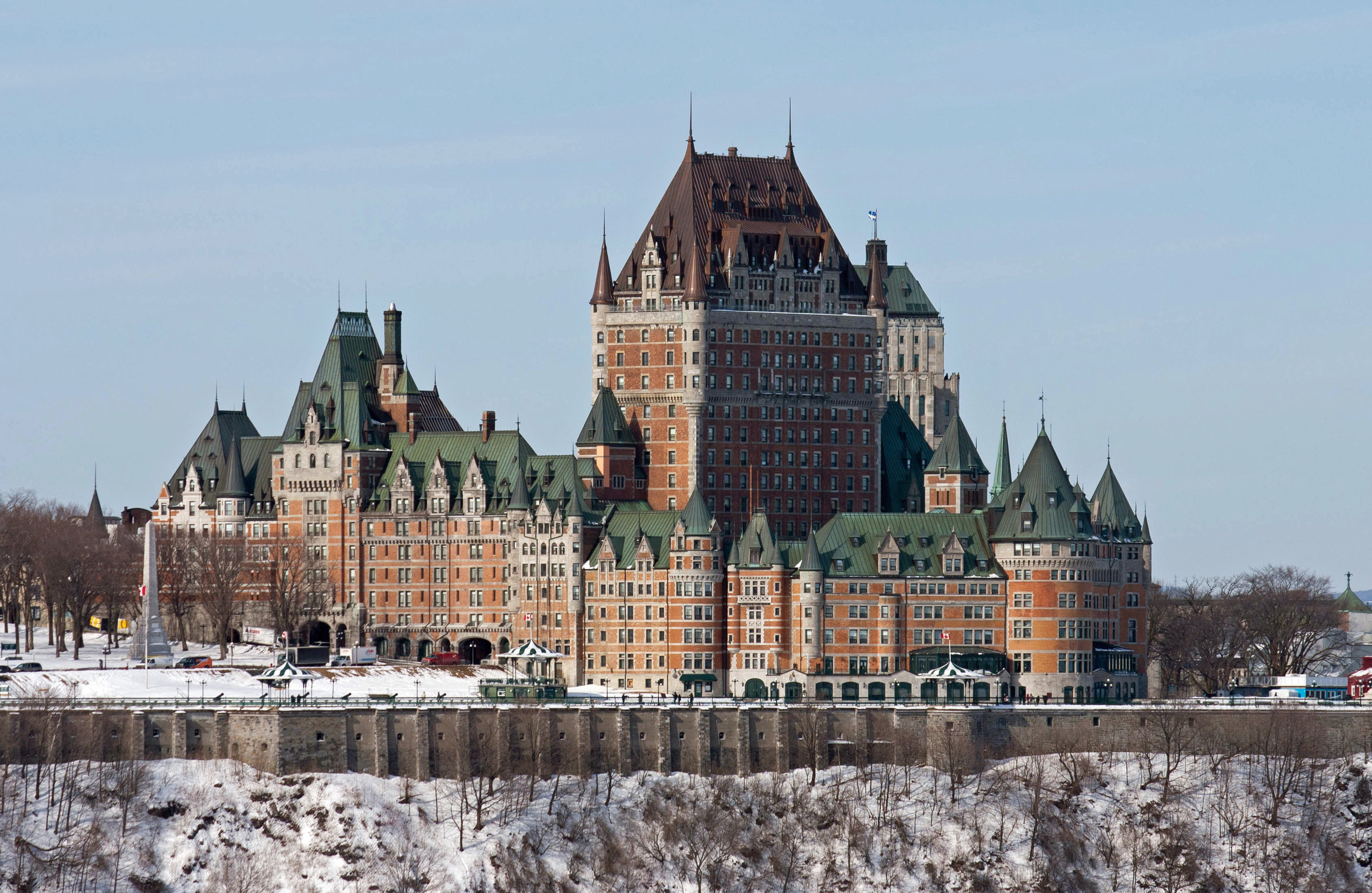
O Château Frontenac é um dos primeiros exemplos de um hotel estilo château canadense. O estilo foi usado em muitos hotéis ferroviários do Canadá.

Muitos dos hotéis ferroviários foram construídos no estilo château (também chamado de estilo "Neo-château" ou "Châteauesque"), que como resultado se tornou conhecido como uma forma distinta de arquitetura canadense. O uso de torres e torretas, e outros elementos arquitetônicos baroniais escoceses e de châteaus franceses, se tornaram um estilo de assinatura dos hotéis majestosos do Canadá. Arquitetos também usaram o estilo para edifícios públicos importantes, como os edifícios da Confederação e da Justiça em Ottawa.
Nos últimos anos, as companhias ferroviárias abandonaram o estilo Château em algumas de suas propriedades, principamente com a construção do Royal Alexandra Hotel em Winnipeg, em 1906; do Palliser Hotel em Calgary, construído em 1914; e do elaborado segundo Hotel Vancouver, projetado em grande estilo italianizante, diferente de qualquer um dos hotéis ferroviários canadenses anteriores.

## História
O primeiro grande hotel ferroviário do Canadá, o Windsor Hotel em Montreal, foi inaugurado em 1878. Embora não fosse propriedade de uma companhia ferroviária, foi construído para atender visitantes do transporte ferroviário da vizinha Estação Windsor. Dada sua localização próxima à principal estação ferroviária de Montreal, o Windsor serviu por anos como residência permanente de executivos da Canadian Pacific Railway (CPR) e da Grand Trunk Railway.[carece de fontes?]
O papel de desenvolvimento das ferrovias na construção e operação de grandes hotéis foi inaugurado com a abertura do Hotel Vancouver pela Canadian Pacific Railway em 16 de maio de 1888. Este foi o primeiro de três hotéis de propriedade da companhia com esse nome em Vancouver. Duas semanas depois, a Canadian Pacific Railway inaugurou oficialmente o Hotel Banff Springs, em 1º de junho de 1888. O presidente da Canadian Pacific Railway, William Cornelius Van Horne, havia escolhido pessoalmente o local nas Montanhas Rochosas para o novo hotel. Ele imaginou uma série de grandes hotéis em todo o país que atrairiam visitantes do exterior para sua ferrovia. Van Horne comentou a famosa frase: "Se não podemos exportar o cenário, importaremos os turistas." O Banff Springs Hotel original, construído em madeira, foi destruído por um incêndio em 1926 e substituído pela estrutura atual.

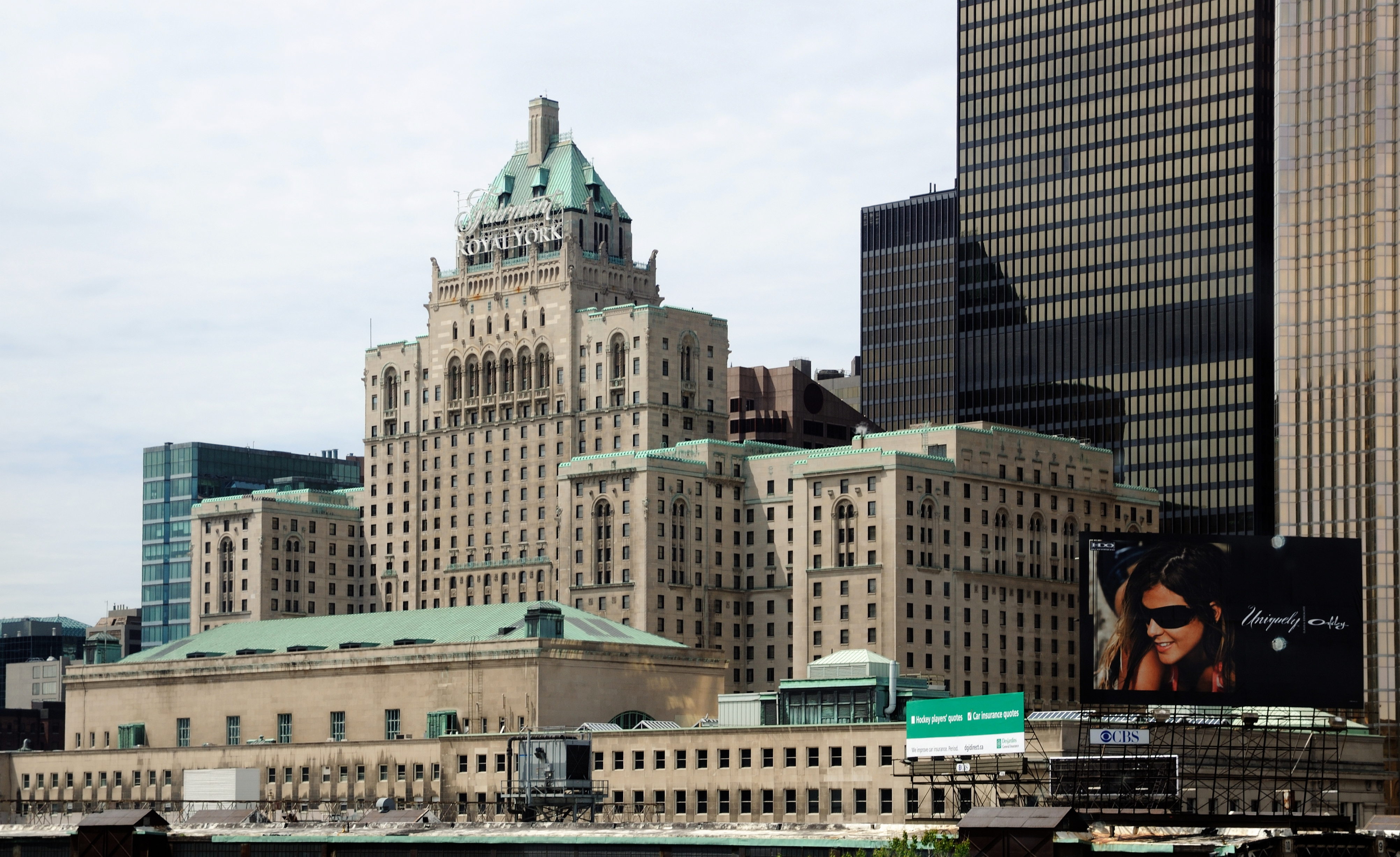
Situado no centro de Toronto, o Royal York é o maior hotel ferroviário construído no Canadá.

A Canadian Pacific construiu em seguida o Château Frontenac em Quebec, que rapidamente se tornou o símbolo da cidade. Ele foi projetado para rivalizar com qualquer hotel na Europa. Sua localização elevada com vista para a cidade também o tornou um marco facilmente identificável, visto de trens que passavam, bem como navios navegando nas águas do rio São Lourenço a caminho de ou vindo de Montreal. O Place Viger veio em seguida em Montreal, seguido pelo Empress Hotel em Vitória, Colúmbia Britânica, e o Château Lake Louise em Alberta. O maior dos hotéis ferroviários é o Royal York em Toronto, inaugurado em 1929.
O principal concorrente da Canadian Pacific, a Grand Trunk Railway, não estava preparada para deixar o campo somente para sua rival. Ela também decidiu construir uma rede de hotéis de luxo por todo o país, o que fez no estilo château. A GTR construiu o Château Laurier em Ottawa em 1912, com o Fort Garry Hotel em Winnipeg e o Hotel Macdonald em Edmonton seguindo em 1913 e 1915, respectivamente.[carece de fontes?]

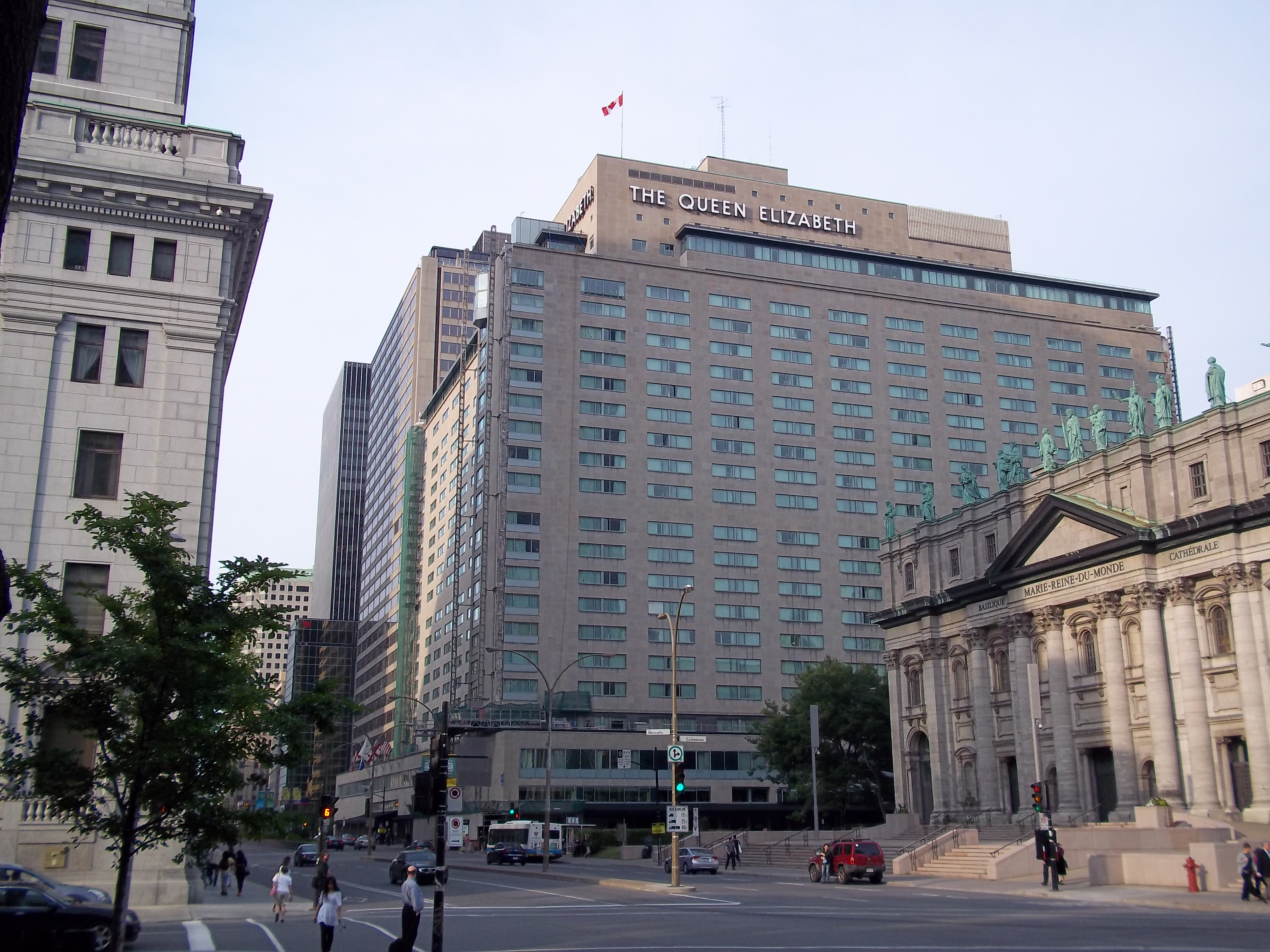
Inaugurado em 1958, o Queen Elizabeth Hotel foi o último hotel ferroviário construído no Canadá.

A GTR foi amalgamada na Canadian National Railway (CNR) em 1920. Durante as décadas que se seguiram, as divisões hoteleiras da CPR e da CNR, Canadian National Hotels e Canadian Pacific Hotels, continuaram a expandir suas redes hoteleiras concorrentes por todo o país. O Queen Elizabeth Hotel em Montreal, construído em 1958 sobre a Estação Central daquela cidade, foi talvez o último verdadeiro hotel ferroviário construído no Canadá. Ambas as companhias continuaram a abrir novos estabelecimentos nos anos subsequentes, embora nenhum tivesse qualquer conexão com as ferrovias, exceto por meio de sua propriedade.[carece de fontes?]
Em 1988, a Canadian Pacific adquiriu a Canadian National Hotels. Pela primeira vez, muitos dos hotéis ferroviários do Canadá foram operados pela mesma empresa. Em 2001, a Canadian Pacific Hotels foi renomeada para Fairmont Hotels and Resorts, usando o nome de uma empresa americana que havia comprado em 1999. A Fairmont continua a operar a maioria dos hotéis de referência do Canadá (ver Canadian Pacific Hotels).

## Inventário
A maioria dos grandes hotéis ferroviários do Canadá foi construída por três companhias ferroviárias: Canadian National Railway, Canadian Pacific Railway e Grand Trunk Railway. No entanto, alguns hotéis ferroviários foram construídos e operados por outras companhias. A Great Northern Railway foi a única empresa americana que construiu um hotel ferroviário no Canadá, o Prince of Wales Hotel em Waterton, Alberta, a 7 quilômetros (4,3 mi) da fronteira com os Estados Unidos, com vista para o lago Waterton transfronteiriço.

### Canadian National Railway
A seguir estão listados os grandes hotéis ferroviários construídos pela Canadian National Railway, e sua divisão hoteleira Canadian National Hotels.
| Nome                       | Ano de abertura | Localização                             | Arquiteto | Situação                                                                           | Imagem |
| -------------------------- | --------------- | --------------------------------------- | --- | ---------------------------------------------------------------------------------- | ------ |
| Grand Beach Hotel          | 1920            | Grand Marais, Manitoba                  | John Schofield | Demolido em 1962                                                                   |        |
| Hotel Charlottetown        | 1931            | Charlottetown, Ilha do Príncipe Eduardo | John Schofield, G. F. Drummond                                                                                    | Operado pela Rodd Hotels and Resorts                                               |        |
| Hotel Newfoundland         | 1926            | St. John's, Terra Nova e Labrador       | Possivelmente Ross and Macdonald                                                                                  | Demolido em 1983                                                                   |        |
| Hotel Vancouver (terceiro) | 1939            | Vancouver, Colúmbia Britânica           | Archibald and Schofield                                                                                           | Operado pela Fairmont Hotels and Resorts.                                          |        |
| Jasper Park Lodge          | 1922            | Jasper, Alberta                         | George Macdonald Lang (complexo de 1921); John Schofield (adições depois de 1924); George Drummond (1952 rebuild) | Incendiou em 1952. Reconstruído em 1953. Operado pela Fairmont Hotels and Resorts. |        |
| Queen Elizabeth Hotel      | 1958            | Montreal, Quebec                        | George Drummond                                                                                                   | Operado pela Fairmont Hotels and Resorts.                                          |        |
| The Bessborough            | 1935            | Saskatoon, Saskatchewan                 | Archibald and Schofield                                                                                           | Operado pela Delta Hotels.                                                         |        |
| The Nova Scotian           | 1930            | Halifax, Nova Escócia                   | Archibald and Schofield                                                                                           | Operado pela Westin Hotels & Resorts.                                              |        |

### Canadian Pacific Railway
A seguir estão os grandes hotéis ferroviários construídos pela Canadian Pacific Railway, e sua divisão hoteleira Canadian Pacific Hotels. 
| Nome                       | Ano de abertura | Localização                                 | Arquiteto | Situação | Imagem |
| -------------------------- | --------------- | ------------------------------------------- | --- | --- | ------ |
| The Algonquin              | 1889            | St. Andrew's, Novo Brunswick                | Rand & Taylor (hotel de 1899); Barott Blackadder e Webster (hotel de 1915)                                                                                       | Comprado pela CPR em 1903. O edifício original foi incendiado em 1914. O edifício atual foi inaugurado um ano depois. Operado pela New Castle Hotels & Resorts. |        |
| Hotel Banff Springs        | 1888            | Banff, Alberta                              | Bruce Price (original) Walter Painter (torre) John Orrock (bloco principal)                                                                                      | Operado pela Fairmont Hotels and Resorts |        |
| Cameron Lake Chalet        | 1912            | Cameron Lake, Colúmbia Britânica            | | Closed 1966 |        |
| Château Champlain          | 1966            | Montreal, Quebec                            | Roger d'Astous, Jean-Paul Pothier | Operado pela Marriott |        |
| Château Frontenac          | 1893            | Cidade de Quebec, Quebec                    | Bruce Price | Operado pela Fairmont Hotels and Resorts |        |
| Château Lake Louise        | 1890            | Lake Louise, Alberta                        | Thomas Sorby (adições de 1899–1901); Francis Rattenbury (adições de 1902–06); Walter Painter (adições de 1906–11, ala de 1912); Barott & Blackader (ala de 1924) | Operado pela Fairmont Hotels and Resorts |        |
| Château Montebello         | 1930            | Montebello, Quebec                          | Lawson e Little, com Edwin S. Kent e George W. White | Operado pela Fairmont Hotels and Resorts |        |
| Emerald Lake Lodge         | 1902            | Emerald Lake, Colúmbia Britânica            | Possivelmente Thomas Charles Sorby | Operado pela Canadian Rocky Mountain Resorts |        |
| Empress Hotel              | 1908            | Winnipeg Beach, Manitoba                    | Hooper & Walker | Desenvolvido por Edward Windebank, mas vendido para a CPR durante a construção. Incendiou em 1935.                                                              |        |
| Fraser Canyon House        | 1897            | North Bend, Colúmbia Britânica              | Thomas Charles Sorby | Incendiou em 1927 |        |
| Glacier House              | 1887            | Parque Nacional Glacier, Colúmbia Britânica | Thomas Charles Sorby, adição de 1902 por Francis Rattenbury | Demolido em 1929 |        |
| Hotel Incola               | 1912            | Penticton, Colúmbia Britânica               | Arthur Freeman Pelton | Demolido em 1980 |        |
| Hotel Saskatchewan         | 1927            | Regina, Saskatchewan                        | Ross and Macdonald | Operado pela Marriott International |        |
| Hotel Vancouver (primeiro) | 1888            | Vancouver, Colúmbia Britânica               | Thomas Charles Sorby | Demolido em 1912 |        |
| Hotel Vancouver (segundo)  | 1916            | Vancouver, Colúmbia Britânica               | Francis S. Swales | Demolido em 1949 |        |
| Hotel Sicamous             | 1900            | Sicamous, Colúmbia Britânica                | Edward Maxwell | Demolido em 1964 |        |
| Hotel Revelstoke           | 1897            | Revelstoke, Colúmbia Britânica              | Francis Rattenbury | Fechado em 1927 e desmantelado em 1928 |        |
| Kootenay Lake Hotel        | 1911            | Balfour, Colúmbia Britânica                 | William Wallace Blair | Demolido em 1929 |        |
| McAdam Hotel               | 1901            | McAdam, Novo Brunswick                      | Edward Maxwell | Hotel fechado em 1959. O edifício agora funciona como um museu.                                                                                                 |        |
| Mount Stephen House        | 1886            | Field, Colúmbia Britânica                   | Thomas Charles Sorby, 1901 addition by Francis Rattenbury | Demolido em 1963. |        |
| Palliser Hotel             | 1914            | Calgary, Alberta                            | E. e W.S. Maxwell | Operado pela Fairmont Hotels and Resorts. |        |
| Place Viger                | 1898            | Montreal, Quebec                            | Bruce Price | Hotel fechado em 1935. Atualmente usado como edifício de escritórios.                                                                                           |        |
| Royal Alexandra Hotel      | 1911            | Winnipeg, Manitoba                          | E. e W. S. Maxwell | Hotel fechado em 1967. Demolido em 1971. |        |
| Royal York                 | 1929            | Toronto, Ontário                            | Ross and Macdonald; Sproatt e Rolph | Operado pela Fairmont Hotels and Resorts. |        |
| The Empress                | 1908            | Victoria, Colúmbia Britânica                | Francis Rattenbury | Operado pela Fairmont Hotels and Resorts. |        |

### Grand Trunk Railway
A seguir estão os grandes hotéis ferroviários construídos pela Grand Trunk Railway e sua subsidiária ocidental, a Grand Trunk Pacific Railway.
| Nome             | Ano de abertura | Localização             | Arquiteto                             | Situação                                  | Imagem |
| ---------------- | --------------- | ----------------------- | ------------------------------------- | ----------------------------------------- | ------ |
| Château Laurier  | 1912            | Ottawa, Ontário         | Bradford Gilbert, Ross and Macfarlane | Operado pela Fairmont Hotels and Resorts. |        |
| Fort Garry Hotel | 1913            | Winnipeg, Manitoba      | Ross and Macdonald                    | Operado de forma independente.            |        |
| Highland Inn     | 1908            | Algonquin Park, Ontário |                                       | Fechado em 1954. Demolido em 1957.        |        |
| Hotel Macdonald  | 1915            | Edmonton, Alberta       | Ross and Macfarlane                   | Operado pela Fairmont Hotels and Resorts. |        |
| Minaki Lodge     | 1914            | Minaki, Ontário         | George Carruthers Briggs              | Incendiou em 2003                         |        |

### Dominion Atlantic Railway
A Dominion Atlantic Railway foi comprada pela CPR em 1911, no entanto, manteve sua independência operacional.
| Nome              | Ano de abertura | Localização             | Arquiteto                             | Situação                                                                                   | Imagem |
| ----------------- | --------------- | ----------------------- | ------------------------------------- | ------------------------------------------------------------------------------------------ | ------ |
| Cornwallis Inn    | 1930            | Kentville, Nova Escócia | John Wilson Orrock e Colin M. Drewitt |                                                                                            |        |
| Digby Pines       | 1905; 1929      | Digby, Nova Escócia     |                                       | A ferrovia comprou o hotel em 1917 e o reconstruiu em 1929. Operado de forma independente. |        |
| Lakeside Inn      | 1931            | Yarmouth, Nova Escócia  | John Wilson Orrock e Colin M. Drewitt | Hotel fechado em 1960; atualmente é a Villa Saint-Joseph du Lac                            |        |
| Lord Nelson Hotel | 1927            | Halifax, Nova Escócia   | Warren and Wetmore                    | Operado de forma independente.                                                             |        |

### Outras companhias
Além da Canadian National Railways, Canadian Pacific Railways e Grand Trunk Railways, várias outras companhias construíram "grandes hotéis ferroviários" no Canadá. O Prince of Wales Hotel é o único grande hotel ferroviário construído por uma empresa americana, a Great Northern Railway.
| Nome                  | Ano de abertura | Localização          | Arquiteto          | Companhia                 | Situação atual                      | Imagem |
| --------------------- | --------------- | -------------------- | ------------------ | ------------------------- | ----------------------------------- | ------ |
| Prince Arthur Hotel   | 1911            | Thunder Bay, Ontário | Warren and Wetmore | Canadian Northern Railway | Operado de forma independente.      |        |
| Prince Edward Hotel   | 1916            | Brandon, Manitoba    | Pratt e Ross       | Canadian Northern Railway | Fechado em 1976 e demolido em 1980. |        |
| Prince of Wales Hotel | 1927            | Waterton, Alberta    | Thomas D. McMahon  | Great Northern Railway    | Operado pela Glacier Park Company.  |        |

### Projetos não executados
| Nome                  | Localização                       | Arquiteto             | Companhia                   | Notas | Imagem                          |
| --------------------- | --------------------------------- | --------------------- | --------------------------- | --- | ------------------------------- |
| Campanile Hotel       | Victoria, Colúmbia Britânica      | Francis Rattenbury    | Grand Trunk Pacific Railway | Seria construído no local atual do Museu Real da Colúmbia Britânica. Em janeiro de 1913, a construção deveria começar naquela primavera. O projeto foi reativado em 1928, mas cancelado no início da Grande Depressão.                                            |                                 |
| Château Miette        | Miette, Alberta                   | Francis Rattenbury    | Grand Trunk Pacific Railway | Um hotel com 250 quartos. O projeto incluía um bloco central ladeado por duas alas de três andares. |                                 |
| Château Mount Robson  | Mount Robson, Colúmbia Britânica  | Francis Rattenbury    | Grand Trunk Pacific Railway | Rattenbury concebeu dois conceitos para o hotel. O primeiro tinha um bloco central baixo com seis alas de quartos de três andares irradiando para fora. O segundo era um bloco de torres semelhante em design ao Empress. O primeiro parece ter sido o preferido. |                                 |
| Château Prince Rupert | Prince Rupert, Colúmbia Britânica | Francis Rattenbury    | Grand Trunk Pacific Railway | Teria um bloco principal de 12 andares com duas alas de nove andares. Valas de fundação escavadas em 1913, projeto então abandonado. O desenvolvimento também deveria incluir terminais oceânicos e ferroviários.                                                 |                                 |
| Château Qu'Appelle    | Regina, Saskatchewan              | Ross and Macdonald    | Grand Trunk Pacific Railway | | Ficheiro:Chateau Qu'Appelle.jpg |
| Fort George Hotel     | Prince George, Colúmbia Britânica | Holabird & Roche      | Grand Trunk Pacific Railway | |                                 |
| Hotel Vancouver       | Vancouver, Colúmbia Britânica     | Francis Rattenbury    | Canadian Pacific Railway    | Em 1900, Rattenbury projetou um hotel em estilo château para substituir o edifício de Sorby de 1888. O projeto foi posteriormente adaptado para o The Empress. Ele redesenhou o projeto em 1902 em um estilo renascentista. Uma ala deste foi construída.         |                                 |
| Hotel Vancouver       | Vancouver, Colúmbia Britânica     | Warren and Wetmore    | Canadian National Railway   | Em 1926, Warren e Wetmore projetaram um hotel de US$ 5 milhões para a CNR. Seu projeto foi preterido pelo de John S. Archibald (ver Hotel Vancouver). |                                 |
| Donaldson Hotel       | Willow River (Colúmbia Britânica) | Holabird & Roche      | Grand Trunk Pacific Railway | |                                 |
| Glacier House         | Glacier, Colúmbia Britânica       | John Thomas Alexander | Canadian Pacific Railway    | Após o fechamento do resort Glacier House em 1925, em 1926 a ferrovia planejou um novo hotel de cinco andares no estilo Château no local. No mesmo ano, o arquiteto Alexander projetou uma adição ao Banff Springs.                                               |                                 |
| Mountain Inn          | Jasper, Alberta                   | Francis Rattenbury    | Grand Trunk Pacific Railway | Provavelmente destinado ao local que mais tarde foi usado para o Jasper Park Lodge. |                                 |
| Winnipeg Hotel        | Winnipeg, Manitoba                | Edward Maxwell        | Canadian Pacific Railway    | Um hotel-estação semelhante ao Place Viger. Projetado por Maxwell em 1899 e elaborado por David MacFarlane. Quatro anos depois, o Royal Alexandra Hotel foi construído em seu lugar.                                                                              |                                 |